# Moda unisex

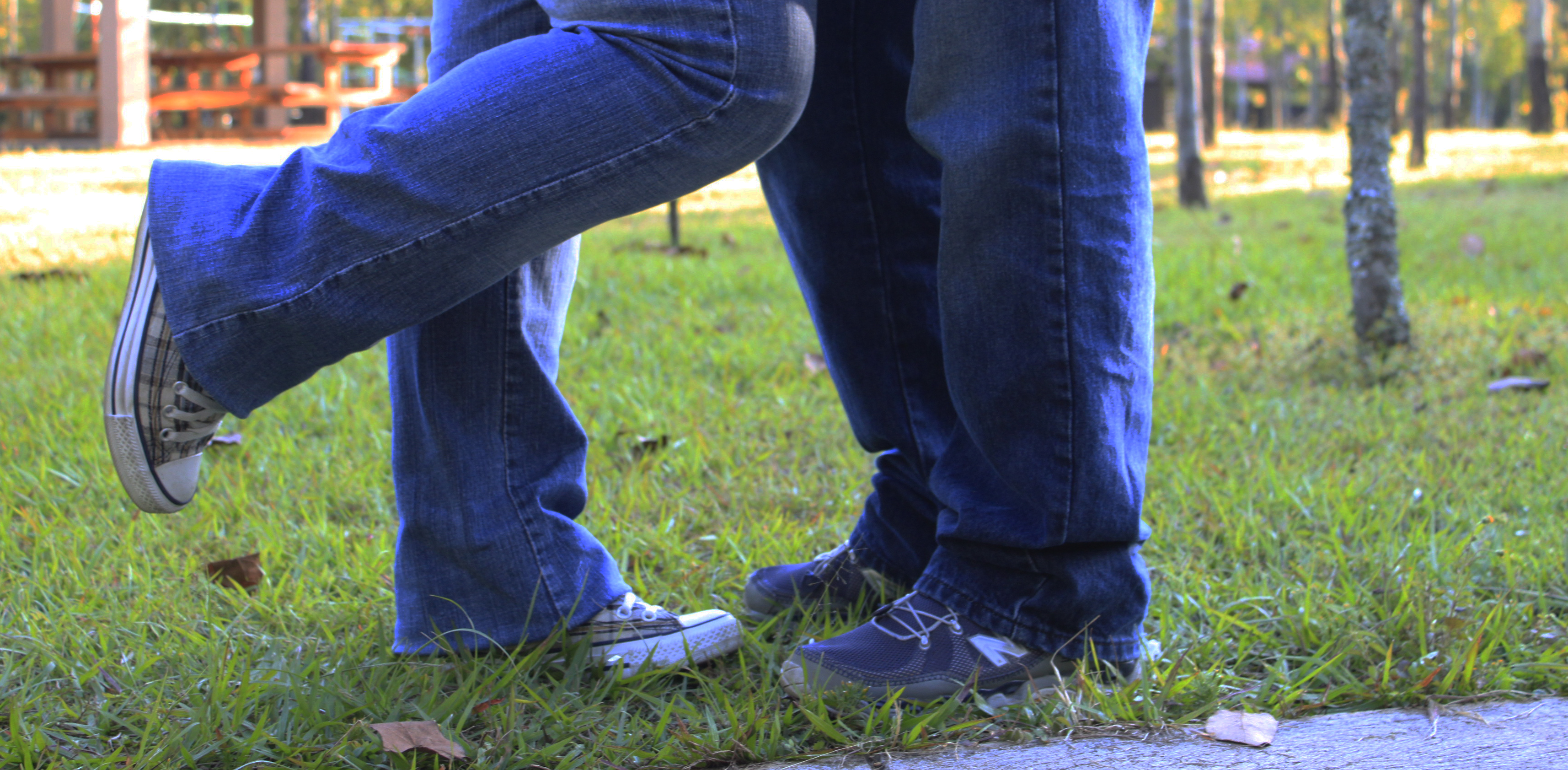
Jeans y zapatillas. La moda unisex, surgida en las décadas de 1960 y 1970, no distingue géneros.

La moda unisex o simplemente unisex, es el término con que se conoció una tendencia social internacional en las décadas de 1960 y 1970, que buscó diluir las diferencias de género entre varones y mujeres, en materia de apariencia, vestimenta, comportamiento y hasta nombres personales. La generalización del uso del pelo largo por parte de los varones y del pantalón por parte de las mujeres, simboliza ese movimiento, aunque sin expresar cabalmente la implicancia profunda, que tuvo en el cambio de las relaciones entre los géneros, y en la reflexión cultural sobre la naturaleza misma del sentido social del género.

## Antecedentes
Si bien la expresión "unisex" aparece en la década de 1960, diversas culturas y épocas han tenido manifestaciones de acercamiento entre las conductas y apariencias socialmente establecidas a partir del género.

## Aparición de la palabra "unisex"
La palabra "unisex" surgió en el idioma inglés en la década de 1960, y de allí se extendió a otros idiomas. Según el Diccionario de Oxford el prefijo "uni" proviene de la referencia a términos como "unión", "unido" y "universal", con el fin de aportar el sentido de algo compartido. "Unisex" entonces debe ser entendido como "aquello que es compartido por ambos sexos, como por ejemplo el estilo de vestimenta y el corte de pelo".

## La moda unisex en las décadas de 1960 y 1970

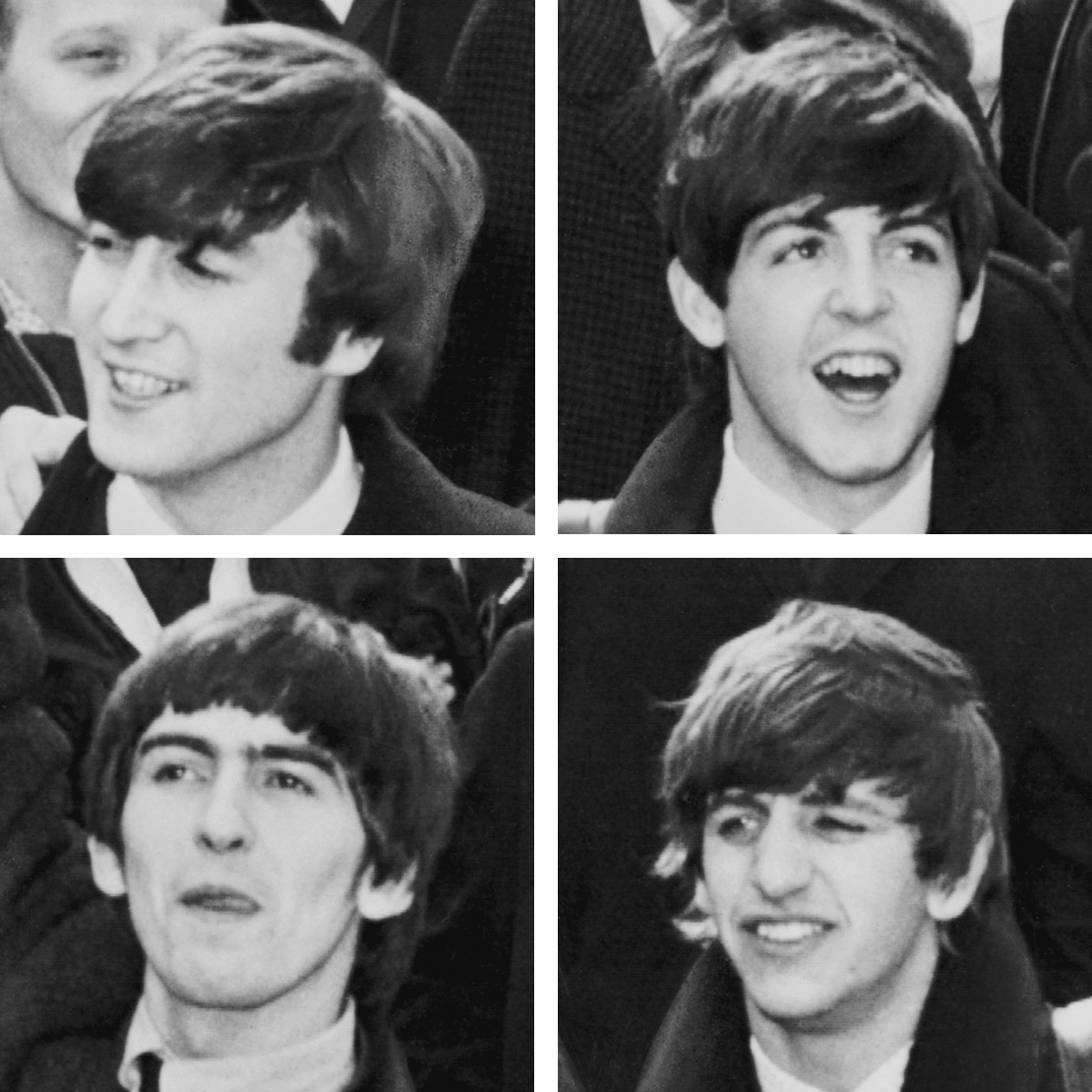
La beatlemanía de 1964, impulsó la moda unisex, sobre todo difundiendo el pelo largo entre varones.

En la década de 1960 y 1970 la expresiones "unisex" y "moda unisex" se usaron para denominar genéricamente un comportamiento que llevaba a adoptar apariencias y conductas, tradicionalmente relacionadas con el "sexo opuesto". El movimiento fue muy visible en la manera de vestir, pero no se limitó a ello. Entre los varones pueden mencionarse conductas como el uso del pelo largo, de vestimenta de colores vivos o floreados, del color rosa, pulseras -y más adelantes aros en las orejas-, modales menos agresivos y estructurados, voces agudas durante el canto, de pantalones apretados, uso de adornos, de champú para lavarse el cabello, llorar en público, atender a los niños, atender las tareas hogareñas, etc. Entre las mujeres puede mencionarse la generalización del uso de pantalón y de fumar en público, el uso de malas palabras, la participación en deportes, la opinión sobre política, tomar la iniciativa sexual y mantener relaciones sexuales sin amor, etc. 
La moda unisex está estrechamente relacionada con otros movimientos o fenómenos convergentes como la revolución sexual, el movimiento feminista, el rock, la influencia de la beatlemanía y de los Rolling Stones, el movimiento hippie y las primeras manifestaciones de reconocimiento de los derechos de las personas gays.

Los Beatles, que aglutinaron multitudes en torno a su música, crearon toda una atmósfera y al igual que los Rolling Stones, sentaron patrones en cuanto al corte de pelo y la vestimenta. Ambos jugaron un papel fundamental en el cambio de la indumentaria masculina. Los hombres que mantenían un corte clásico y recortado, comenzaron a dejarse el cabello largo. Los Beatles propagarían el flequillo permitiendo la libertad del cabello masculino. Esto significó una radical transformación de la imagen varonil. Además el grupo Británico desacralizó el uniforme militar, empleó atuendos étnicos, en fin impusieron la informalidad.

En ese contexto aparecen el jean, la camiseta y las zapatillas como prendas de vestir completamente unisex. Entre los diseñadores de alta costura son Pierre Cardin y Ted Lapidus quienes expresan este movimiento adhiriendo expresamente a la moda unisex de vestir.
La moda unisex no fue contradictoria tampoco, con otras manifestaciones culturales claramente orientadas por el género, como la minifalda y el bikini para las mujeres y dejarse crecer la barba para los varones.

## Crítica feminista
Un sector del feminismo cuestiona la moda unisex por no cuestionar realmente los roles sociales asignados en virtud del género, sino por tratarse de una "mascarada feminista":

el unisex, más que la aceptación de una libertad de roles, disponía a ambos, fuera de sus espacios de representación dentro del vestir, como consumidores potenciales. El préstamo de un elemento o accesorio, por uno u otro género, era un juego de extensiones. Añadir lo supuestamente masculino o femenino estaba más asociado con una postura del sujeto hacia una proyección de  modernidad. La supuesta equiparación formal de los sexos  dentro del fashion, no significaba un debilitamiento de lo que los había definido en su autorepresentación, sino la capacidad de reconocimiento de la misma y la inocuidad de su violentación para la sociedad patriarcal. El unisex ponía de manifiesto lo performativo del género en aquello que Lacan denominaba como sexuación, la conformación de este a través de la movilidad de una práctica determinada. Hasta el momento la figura femenina acudía al binarismo para autodefinirse, el unisex acentuaba la autorepresentación femenina mediante lo que la Riviere denominaba como la mascarada feminista.
Jean Veloso

## En los países hispanohablantes
En España y América Latina, la moda unisex estableció relaciones especialmente tensas con fenómenos como el tradicional machismo latinoamericano, las dictaduras militares y las pautas de conducta establecidas por la Iglesia católica, a las que se siente ligada la mayoría de la población, aún en el presente.
Un tradicional periódico católico argentino sostiene que la moda unisex es un resultado del marxismo y la deconstrucción de la esencia femenina. Otro artículo, también argentino, relaciona el pelo largo con el machismo y el militarismo:

La onda de los hombres era dejarse patillas a lo orangután irascible y la melena suelta que habían impuesto los Beatles, con lo que escandalizaron al mundo, porque, los machos, llevaban, desde hacía décadas, el pelo corto a lo milico y engominado.

La revista nacionalista argentina Cabildo, por su parte, le pedía en 1976 a la recién instalada dictadura militar que aniquilara a la subversión, considerando como subversivo, entre otras cosas, tener una apariencia acorde con la moda unisex. En Chile, la dictadura de Pinochet (1973-1989) prohibió el uso del pelo largo para los varones y de los pantalones para las mujeres.
Una revista salvadoreña, en un artículo titulado "Machismo y hombría" relaciona negativamente la "cuestión unisex", con la hombría, la homosexualidad y el género:

Una parte responsable de que el hombre pierda el verdadero sentido de la hombría es esta cuestión que llamamos “unisex” o como lo dirían las ONGs con agendas pro-gays: Igualdad de género.

## Influencia posterior
Muchos aspectos de la moda unisex de las décadas de 1960 y 1970 se instalaron con signos de permanencia en las formas de vestir y comportarse de las décadas posteriores. El uso del jean, la camiseta y las zapatillas (calzado deportivo), se han vuelto piezas de uso cotidiano generalizado, socialmente aceptadas, al igual que la opción de usar pelo largo para los varones y pelo corto para las mujeres.
También han aparecido o generalizado otras prácticas unisex, como los toilets públicos unisex y las peluquerías/salones de belleza unisex.